# Carlo Demarchi
Carlo Demarchi (ur. 25 marca 1890 w Turynie, zm. 5 października 1972 tamże) – włoski piłkarz występujący na pozycji pomocnik, reprezentant kraju, olimpijczyk ze Sztokholmu 1912. W latach 1909–1922 występował w drużynie Torino FC.